# Cuneo

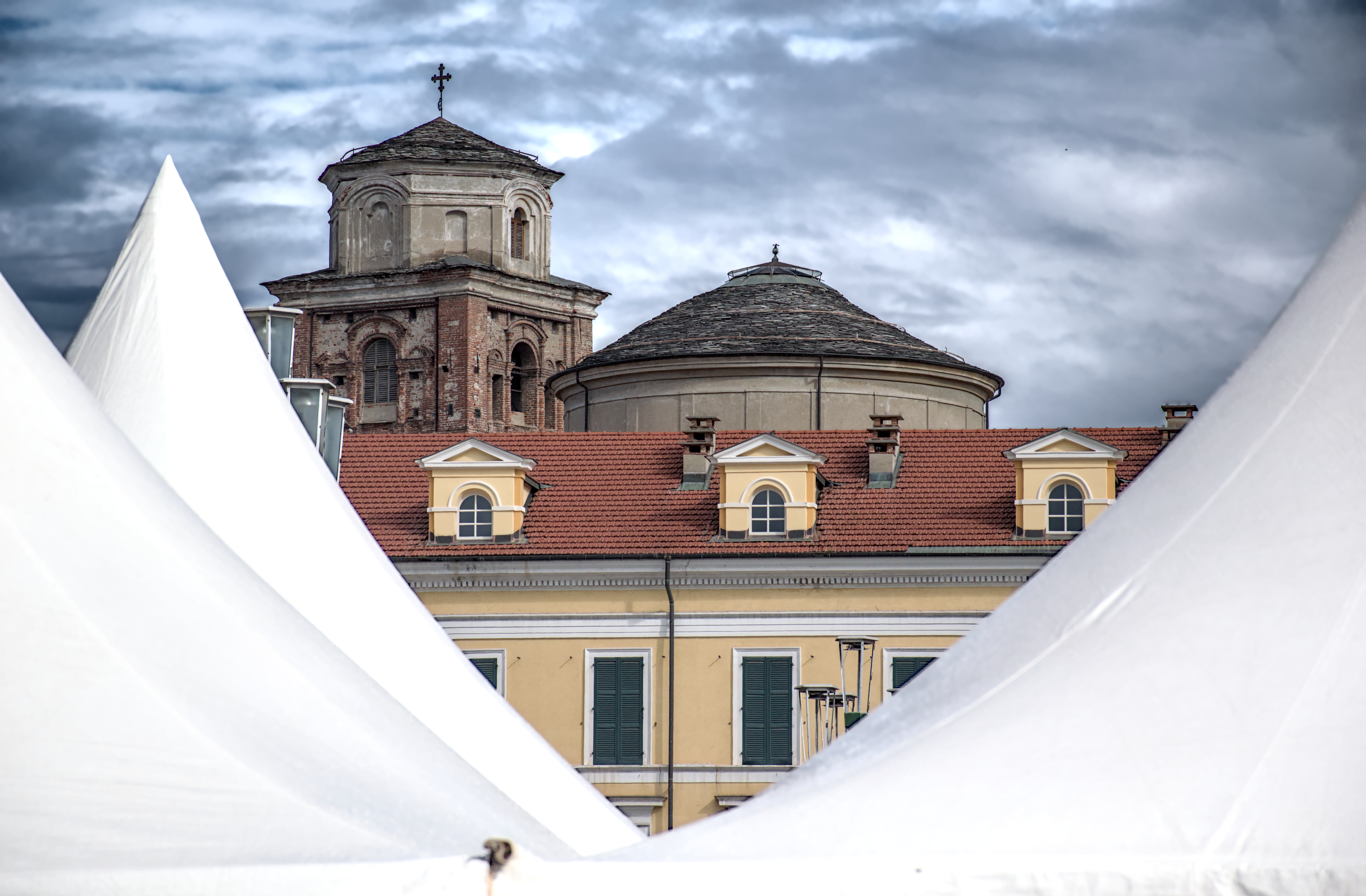
Cupola della Cattedrale

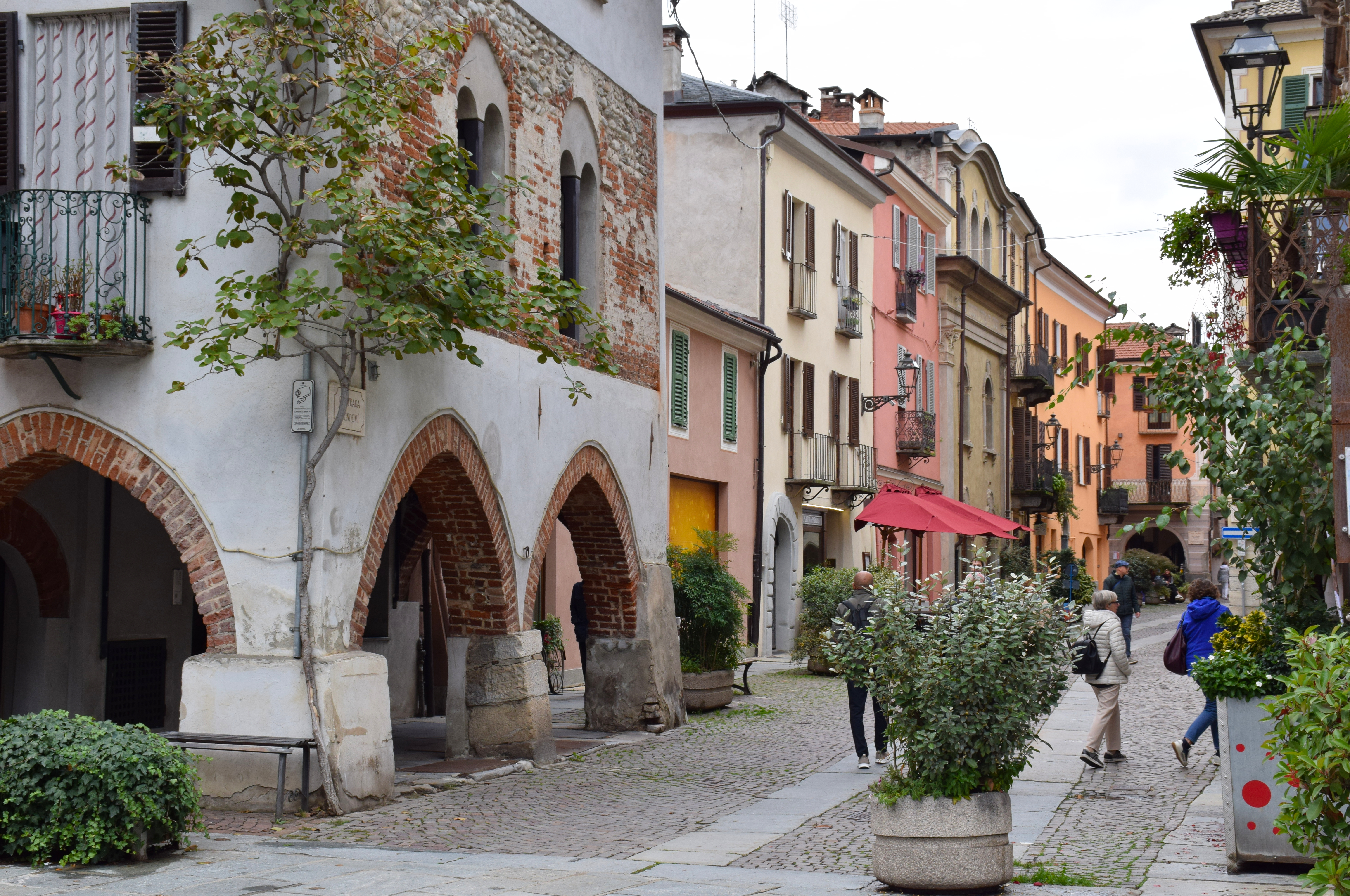
Contrada Mondovì a Cuneo

Cuneo (IPA: [ˈkuneo] ) (Coni in piemontese; IPA: [ˈkʊni]) è un comune italiano di 55 816 abitanti, capoluogo dell'omonima provincia del Piemonte.
La città è sorta presso la confluenza dei corsi d'acqua Stura e Gesso, su un "cùneo" la cui caratteristica conformazione ne ha ispirato il nome.
Il nucleo più antico, e centro storico, è caratterizzato da un impianto a scacchiera che, partendo dal vertice dell'immaginario cuneo scorre lungo una via mediana che sbocca sull'ampia piazza Galimberti: la città fu infatti plasmata come cittadella militare antifrancese dai Savoia, ed è uno dei pochi capoluoghi dell'Italia settentrionale ad avere origini moderne e non romane.

## Geografia fisica

### Territorio
Il territorio di Cuneo è situato sull'altopiano sud-occidentale del Piemonte, in posizione centrale rispetto all'arco alpino, verso sud-ovest, aperto sulla Pianura Padana verso nord-est, a poche decine di chilometri dalle colline delle Langhe e distante circa 70 km, in linea d'aria, dal Mar Mediterraneo.
La presenza dei torrenti ha permesso la creazione di un grande parco fluviale cittadino, denominato Parco Fluviale Gesso e Stura.
All'interno del perimetro comunale, nella zona nord-ovest, scorre anche il torrente Grana.
La città è definita "Capitale verde del Piemonte".
Il territorio ha un'altitudine compresa tra i 431 m s.l.m.(frazione Ronchi) e i 615 m s.l.m. (frazione San Rocco Castagnaretta).
Per quanto riguarda il rischio sismico, la città di Cuneo è classificata nella zona 3, ovvero soggetta a scuotimenti modesti.
Cuneo è distante alcune decine di km da diversi passi di montagna: Colle dell'Agnello (2748 m s.l.m.), a nord-ovest; Colle della Lombarda (2350 m), a ovest; Colle della Maddalena (1996 m), a ovest; Colle di Tenda (1871 m), a sud; Colla di Casotto (1379 m), a sud. È stata designata Città alpina dell'anno per il 2024.

### Clima
Cuneo ha clima temperato sub-continentale, con inverni freddi, estati calde e afose. Però è situata a oltre 500 metri di altitudine, il che contribuisce a rendere le estati più sopportabili, grazie alla ventilazione: il mese più caldo, luglio, ha una temperatura media di +21,6 °C. Il più freddo, gennaio, ha una media di +2,6 °C. La temperatura media annua si attesta sui 12,3 °C.
Le precipitazioni annue ammontano in media a circa 950 millimetri, distribuite nell'arco di 81 giorni. Il regime pluviometrico è molto simile a quello di Torino, con 2 massimi (uno, principale, in primavera; uno, secondario, in autunno) e 2 minimi (estivo e invernale).
Il mese più secco è luglio (44 mm) ed essendo nel sud del Piemonte, Cuneo è meno esposta alle code delle perturbazioni atlantiche estive, foriere di temporali.
Le nevicate sono frequenti: non solo a causa dell'altitudine, anche per il frequente effetto "stau" delle correnti di bora e per la particolare posizione delle Alpi che la proteggono dalle correnti meridionali miti, permettendo all'aria fredda di conservarsi in loco ed alle temperature di calare velocemente con precipitazioni abbastanza intense, aumentando la possibilità di nevicate, tanto che Cuneo è il capoluogo di provincia più nevoso d'Italia. Sono presenti in media circa 20 giorni all'anno di nebbia (raramente di forte intensità); il vento ha una media di 2,2 m/s; la città è soggetta a brezza.
Cuneo non è particolarmente umida, anche se nella stagione estiva le medie mensili a volte vanno oltre l'80% di umidità relativa.
La durata media annuale del giorno è di 12 ore e 23 minuti.
Secondo la classificazione di W. Köppen, Cuneo appartiene alla fascia climatica "Cfb" (secondo i dati del trentennio '61-'90).
| Cuneo Centro                | Mesi   | Mesi   | Mesi   | Mesi   | Mesi   | Mesi   | Mesi   | Mesi   | Mesi   | Mesi   | Mesi   | Mesi   | Stagioni | Stagioni | Stagioni | Stagioni | Anno |
| Cuneo Centro                | Gen    | Feb    | Mar    | Apr    | Mag    | Giu    | Lug    | Ago    | Set    | Ott    | Nov    | Dic    | Inv      | Pri      | Est      | Aut      | Anno |
| --------------------------- | ------ | ------ | ------ | ------ | ------ | ------ | ------ | ------ | ------ | ------ | ------ | ------ | -------- | -------- | -------- | -------- | ---- |
| T. max. media (°C)          | 5,3    | 7,0    | 10,9   | 14,7   | 19,1   | 23,6   | 26,6   | 25,4   | 21,5   | 15,4   | 9,6    | 6,3    | 6,2      | 14,9     | 25,2     | 15,5     | 15,5 |
| T. min. media (°C)          | −1,8   | −0,7   | 2,6    | 6,1    | 9,9    | 13,9   | 16,6   | 16,1   | 13,0   | 7,8    | 2,9    | −0,4   | −1,0     | 6,2      | 15,5     | 7,9      | 7,2  |
| Nuvolosità (okta al giorno) | 4      | 4      | 4      | 5      | 4      | 4      | 3      | 4      | 5      | 4      | 4      | 3      | 3,7      | 4,3      | 3,7      | 4,3      | 4    |
| Precipitazioni (mm)         | 52     | 51     | 88     | 116    | 126    | 88     | 44     | 53     | 77     | 109    | 94     | 64     | 167      | 330      | 185      | 280      | 962  |
| Giorni di pioggia           | 5      | 5      | 8      | 9      | 10     | 8      | 5      | 5      | 6      | 8      | 7      | 5      | 15       | 27       | 18       | 21       | 81   |
| Giorni di nebbia            | 3      | 2      | 1      | 1      | 1      | 1      | 0      | 1      | 1      | 3      | 3      | 5      | 10       | 3        | 2        | 7        | 22   |
| Vento (direzione-m/s)       | SW 2,2 | SW 2,2 | SW 2,2 | NE 2,3 | NE 2,2 | NE 2,2 | NE 2,2 | NE 2,1 | NE 2,1 | SW 2,1 | SW 2,2 | SW 2,3 | 2,2      | 2,2      | 2,2      | 2,1      | 2,2  |

## Storia

### La fondazione
Poco o nulla è noto dell'antichità di Cuneo, che si trova in una zona strategicamente importante per la sua posizione dominante e salubre, su un altopiano situato alla confluenza di due corsi d'acqua, il torrente Gesso e il fiume Stura di Demonte.
Ritrovamenti romani nella zona del centro storico ("Contrada Mondovì") fanno supporre la presenza di una grande villa risalente alla Roma imperiale; né è da escludere che proprio sul "cùneo" sorgesse la città di Auriate, di cui restano solo sporadiche informazioni (sede di episcopato e di una contea carolingia, probabilmente distrutta da un'incursione araba).
Si suppone che Cuneo abbia ospitato una colonia di transfughi milanesi, nei giorni in cui la città di Sant'Ambrogio subì le ire di Federico I, imperatore del Sacro Romano Impero (noto come Federico Barbarossa), quando la grande città fu parzialmente distrutta.
La documentazione storica inizia alla fine del XII secolo: nell'anno 1198 Cuneo s'impose come libero comune cioè borgo franco da ingerenze marchionali, polo d'attrazione per le popolazioni limitrofe, soggette ai vincoli feudali tipici dell'epoca.
Il territorio fin dall'epoca longobarda era sotto la giurisdizione dell'abbazia di San Dalmazzo di Pedona che poi in seguito dipese dal vescovo di Asti. La diocesi astense incorporava, da almeno un paio di secoli, l'antico territorio dei Bagenni (tribù ligure), già importante municipio romano, con centro in Augusta Bagiennorum, prossima all'attuale cittadina di Bene Vagienna (in località Roncaglia).
Il territorio, probabilmente, era di pertinenza della distrutta città di Auriate, compresa l'area di Bredolo, il Monregalese.
Il corso della Stura segnava non soltanto il confine tra le diocesi di Asti e di Torino, ma anche il confine tra Liguria e Lombardia Occidentale o Superiore.
La leggenda vuole che le popolazioni di villaggi vicini (Quaranta e Brusaporcello), stanchi delle vessazioni dei marchesi del Monferrato e di Saluzzo, si fossero rifugiate sul "Pizzo di Cuneo" (ben riparato dai due torrenti) dove, probabilmente, prosperava una comunità di fuggiaschi milanesi, e abbiano fondato il borgo, con la protezione dell'abate del monastero di San Dalmazzo e del vescovo di Asti, dichiarandolo libero comune; una situazione non isolata, poiché coevi, o di poco posteriori, sono i liberi comuni del Monte Vico (Mondovì) e di Savigliano.
Quasi a confermare un'opposizione — non solo di fatto, anche di principio — alla potenza dei signori feudali, a capo del nuovo borgo furono posti tre rettori: due nobili e uno del popolo. Era il 23 giugno 1198, vigilia di San Giovanni Battista, con i falò che ardevano sulle alture e presso le porte del borgo, quando la gente di Cuneo acclamò i suoi primi tre rettori: Pipinus de Vignolio, il lombardo Peyre Rogna e Berardus de Valgrana.

### La guerra con i marchesi di Saluzzo
Nel 1204 i marchesi di Saluzzo dichiararono guerra ad Asti e Cuneo, per eliminare i principali alleati di Asti; nel 1206 il marchese Manfredo II di Saluzzo si dovette sottomettere ad Asti e vietò agli abitanti di Villafalletto, Costigliole, Centallo e Romanisio di trasferirsi a Cuneo senza il suo permesso, per evitare lo spopolamento dei villaggi del marchesato.
Dal 1202 a Cuneo comincia un regime podestarile.
Nel 1204 i marchesi di Saluzzo, Monferrato, Busca, Ceva, del Carretto e di Clavesana si alleano con Alba e dichiarano guerra ad Asti e Cuneo.
Nel 1206 Manfredo II di Saluzzo si arrende.
Nel 1210 il marchese di Saluzzo Manfredo II e Guglielmo di Monferrato interruppero l'autonomia del comune, occupandolo con le armi; risulta che Cuneo avesse perso il favore del vescovo di Asti.
Sussistono documenti nella città di Tolosa, pertinenti all'inquisizione contro i Catari (che devastò, proprio in quegli anni, la ricca Linguadoca, con una violenta crociata da parte dei Franchi del nord su precisa esortazione papale) in cui Cuneo è sospettata di offrire ospitalità agli Albigesi in fuga, per questo motivo viene definita bourg tournant ovvero "borgo ruotante", località che apriva le porte agli eretici senza patria e li assisteva, per immetterli nella Val Padana.
Accusa gravissima: avrebbe potuto legittimare e giustificare l'intervento del marchese di Saluzzo, il quale non vedeva l'ora di togliersi quella spina dal fianco.

### Indipendenza, Cuneo diventa un libero comune
Nel 1230 Cuneo si allea con Borgo San Dalmazzo e Savigliano; il milanese Oberto de Ozeno libera Cuneo, la fortifica e ne diventa podestà, ma verrà ucciso in battaglia.
Per vendicarsi della morte di Oberto, Milano dichiara guerra al marchese di Monferrato, cui verrà sottratta la città di Chivasso.
La storia di Cuneo come libero comune durò circa 30 anni; questo periodo fu caratterizzato da numerose alleanze: fino al 1237 con Milano, dal 1238 al 1250 con Federico II, dal 1251 al 1258 con Alba e Asti.
L'occupazione fu di breve durata. Dieci anni dopo il comune risorse, probabilmente con l'aiuto dei Milanesi; nel 1238 Federico II riconobbe ai cuneesi la loro libertà.
Nel 1251 al podestà vengono affiancati un giudice e un miles, pagati 150 lire.
Cuneo era anche governata dal consiglio comunale, composto da un numero variabile di persone.
Nel 1259 cessò la vita autonoma del comune, che aveva esteso la sua autorità nelle valli che, a raggiera, confluivano nell'altopiano tra i 2 torrenti, nonché sulle vicine valli del Grana e del Maira (scontrandosi con il potente monastero di San Dalmazzo).

### Sottomissione a Carlo d'Angiò
Nel 1260 l'alleanza con Carlo d'Angiò, futuro re di Napoli, ma ancora conte di Provenza, finì per sfociare in una dedizione che sembrava conveniente per i cuneesi e per i provenzali.
Nel 1306 la zecca del regno di Napoli si trasferisce a Cuneo e l'anno successivo con atto del 31 marzo 1307, il senescallo Rinaldo di Leto, a nome di Carlo II d’Angiò, si accordava con tali Tommaso Riva, Ardizzone Merlo e Riccardino di Sommariva per la coniazione di moneta a Cuneo.
In tal modo, con Alba, Cuneo divenne il principale centro dei domini angioini in Piemonte; proprio allora apparve per la prima volta il nome "Piemonte", a indicare i domini provenzali ai piedi dei monti, una volta superati i colli alpini.
Cuneo era capitale di un distretto che arrivava alle valli Stura, Gesso, Grana, Vermenagna; godeva di un proprio statuto, vantava notevoli franchigie fiscali e commerciali, batteva propria moneta.
In un sigillo del comune di Cuneo del 1379, custodito presso l'archivio storico di Torino, spiccano le insegne degli Angiò (le tre bande orizzontali rosse su campo bianco) con la legenda: "Notum sit contis: Conium caput est Pedemontis" ("Cuneo è la capitale del Piemonte"). Nel 1309 muore Carlo II di Napoli, tutti i nobili del regno di Napoli si ritrovano a Cuneo per giurare fedeltà a Roberto d'Angiò.
Per tutto il '200 a Cuneo ci fu, probabilmente, una mansione templare, attestata dal toponimo Spinetta e, soprattutto, da un documento del 1200, indizione terza, giorno 12 maggio, 2 anni dopo la costituzione a libero comune. Si tratta dell'alienazione di beni immobili da parte di Ugone, abate del monastero di San Dalmazzo al Borgo, nei confronti di un certo “messer Ursio”, per l'importo di 200 lire astensi: tali beni confinavano, su un lato, con una via comunis, per due lati con beni appartenuti all'abbazia e per il quarto lato con la domus fratrum de Templo de Cuneo (da I Tempieri negli antichi Stati del Regno di Sardegna del cavaliere Ferrero di Ponsiglione). In località Spinetta esiste ancora il toponimo di "Torre dei Frati" (secondo molti storici francesi, principalmente Louis Charpentier, i toponimi riguardanti la rosa o la spina, come Epinay, Epine, Epinal, Epinac, Pinay, sono di probabile derivazione templare).
A Cuneo erano presenti due hospetali antichissimi: il primo, "hospitale della Santa Croce", potrebbe essere appartenuto, in origine, ai Templari; l'"hospitale di San Giovanni Battista" era gestito dagli Ospedalieri, noti anche come Cavalieri di San Giovanni e, in seguito, Cavalieri di Malta.
Cuneo come capitale angioina del "Piemonte provenzale" prosperò, con alterne vicende, per più di 100 anni. Il legame con gli angioini fu interrotto in più occasioni: tra il 1281 ed il 1305 Cuneo fu sottomessa al marchese di Saluzzo; tra il 1347 e il 1348 passò, per la prima volta, sotto il dominio dei conti di Savoia, quindi fu soggetta all'autorità dei Visconti (1348-1356) che sembravano in procinto di diventare re dell'Alta Italia; poi, ancora una volta, tornò a far parte del marchesato di Saluzzo (1356) per essere nuovamente assoggettata ai Visconti (1366-1372).
All'epoca Cuneo era un borgo aperto, commerciale, con logge di mercanti veneziani, pisani, genovesi, lombardi, provenzali e catalani (un'importante piazza commerciale sull'asse Lombardia-Provenza-Catalogna o, se si preferisce, Milano-Marsiglia-Barcellona); pare che la località di Sant'Antonio Aradolo, all'imbocco della Valle Gesso — che portava al Colle di Finestra, dove transitava un'antica strada romana — fosse, in origine, una stazione commerciale catalana.

### Sottomissione ai Savoia
La stagione angioina ebbe termine nel 1382, con la sottomissione dei cuneesi ai Savoia. Fu uno scambio concordato tra la regina Giovanna d'Angiò, desiderosa di rimpossessarsi del regno di Napoli, e Amedeo VI di Savoia, noto come il Conte Verde, signore della Savoia e conte d'Aosta e Moriana, dal 1343 al 1383. Il Conte le assicurò il suo appoggio militare e, in cambio, ottenne i domini provenzali ai piedi dei monti (il 'Piemonte' delle origini), impresa che gli costò la vita, in quanto morì di peste, mentre sosteneva la causa di Luigi d'Angiò nel Meridione d'Italia, dopo la morte della regina Giovanna.
Con il passaggio della città ai Savoia iniziò un nuovo periodo che vide l'inserimento graduale del comune nello Stato sabaudo, in via di crescita e di formazione definitiva.
Fu così che Cuneo si trasformò, da città aperta e commerciale, in città chiusa e militare; si rimpicciolì anche urbanisticamente, trasformandosi in borgo-fortezza, sull'asse nord-sud, Savoia-Nizzardo — o, se si preferisce, Chambéry-Torino-Nizza — cintura di contenimento dell'espansionismo francese verso la Val Padana, manifestatosi al termine della guerra dei 100 anni con l'Inghilterra e protrattosi nei secoli successivi, fino alle campagne napoleoniche.
Tale trasformazione avvenne nei due secoli che vanno dal trasferimento ai Savoia, ai tempi del Conte Verde (1382), fino alla morte di Emanuele Filiberto (1580).

### Assedi di Cuneo

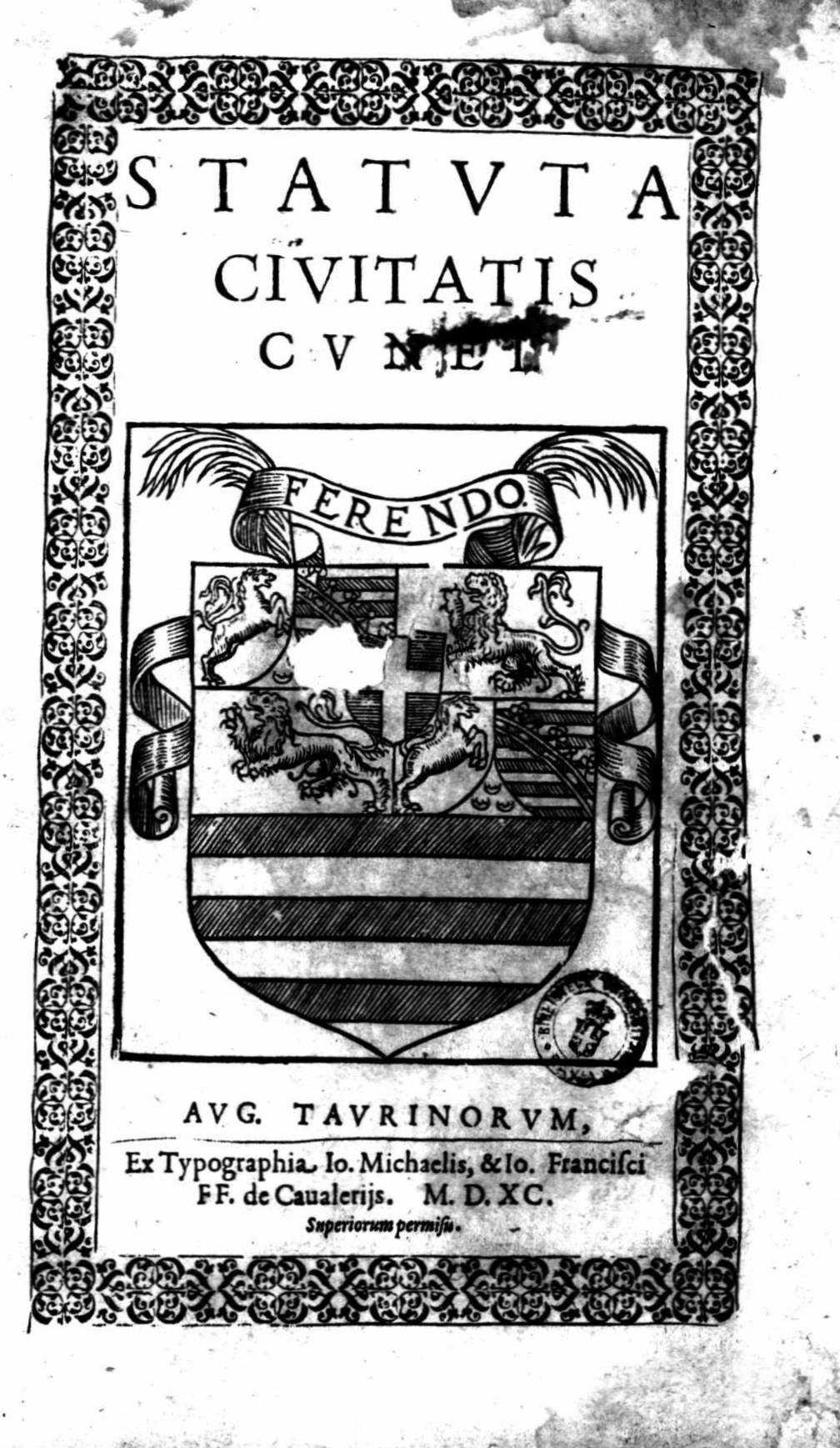
Gli statuti di Cuneo (Statuta civitatis Cunei), 1590

Questo periodo è contraddistinto da una lunga serie di assedi, cui fu sottoposta la città.
Nel 1515 i cuneesi riuscirono ad allontanare dalle loro mura gli svizzeri, alleati del Sacro Romano Impero, in attesa dell'arrivo del re di Francia Francesco I.
Nel 1542 fu la volta di Claude d'Annebault, con i suoi 18 000 francesi, a essere costretto a battere in ritirata.
Nel 1557, sotto il comando del Conte Carlo Manfredi Luserna d'Angrogna, Cuneo sostenne vittoriosamente uno dei più duri assedi della sua storia: dal maggio al 27 giugno, riuscendo a resistere alle preponderanti forze del maresciallo di Brissac; questo fatto salvò lo Stato di Emanuele Filiberto; questi, riconoscente, concesse a Cuneo il titolo di città, con un diploma del 1559, e la facoltà di inserire sullo stemma comunale le armi dei Savoia.
Nel 1639 e '41 furono le truppe di Madama Reale a cingere d'assedio la città.
Nel 1691 i soldati del generale francese Nicolas de Catinat furono battuti, dopo un duro assedio.
Nel 1744 a scontrarsi con le mura di Cuneo furono i franco-spagnoli (Guerra di successione austriaca); dopo aver superato il forte di Demonte, le truppe franco-spagnole arrivarono di fronte alla città fortificata, pronta a sostenere un difficile assedio; in quegli anni era governatore della città il barone Federico Leutrum (per l'esattezza barone Karl Sigmund Friedrich Wilhelm von Leutrum) che i cuneesi chiamavano, familiarmente, "Barùn Litrùn"; gentiluomo di origine sassone, luterano, che il re Carlo Emanuele III di Savoia (noto con il soprannome di 'Carlin') aveva incaricato di difendere la città, vista la sua vasta esperienza in campo militare; il barone assolse egregiamente il suo compito e rimase a Cuneo, cercando di rinnovarla con iniziative edilizie, fino alla morte, in occasione della quale fu composta la famosa ballata del "Barùn Litrùn", che ebbe vasto successo in Piemonte, per un paio di secoli.
L'assedio cominciò il 15 settembre 1744, con l'arrivo della prima bomba contro le mura di Cuneo; i cuneesi risposero con tanta foga da far tacere i nemici per più di due giorni. I combattimenti continuarono per molto, con i gallo-ispani che distruggevano campanili e camini e i piemontesi che facevano di tutto per cacciarli, motivati dal barone Federico Leutrum, che amava molto quella che definiva già la sua città. Il 29 settembre da Saluzzo il Re arrivò con 25 000 uomini (su 40 000 di tutto l'esercito sabaudo) per soccorrere i 4 089 soldati a difesa di Cuneo. L'esercito si schierò a Madonna dell'Olmo e lì, il 30 settembre, combatté una grande battaglia contro i nemici, che ne uscirono vincitori ma molto indeboliti. I 21 giorni di assedio successivi furono molto più facili e l'11 ottobre il consiglio di guerra franco-spagnolo (composto dal Principe di Contì per i francesi e dal marchese de La Mina per gli spagnoli, sotto il comando generale dell'Infante di Spagna Don Luigi di Borbone), decise che, nelle notti successive, sarebbe avvenuta la ritirata. Il 21 ottobre l'assedio venne dichiarato concluso.

### Occupazione napoleonica

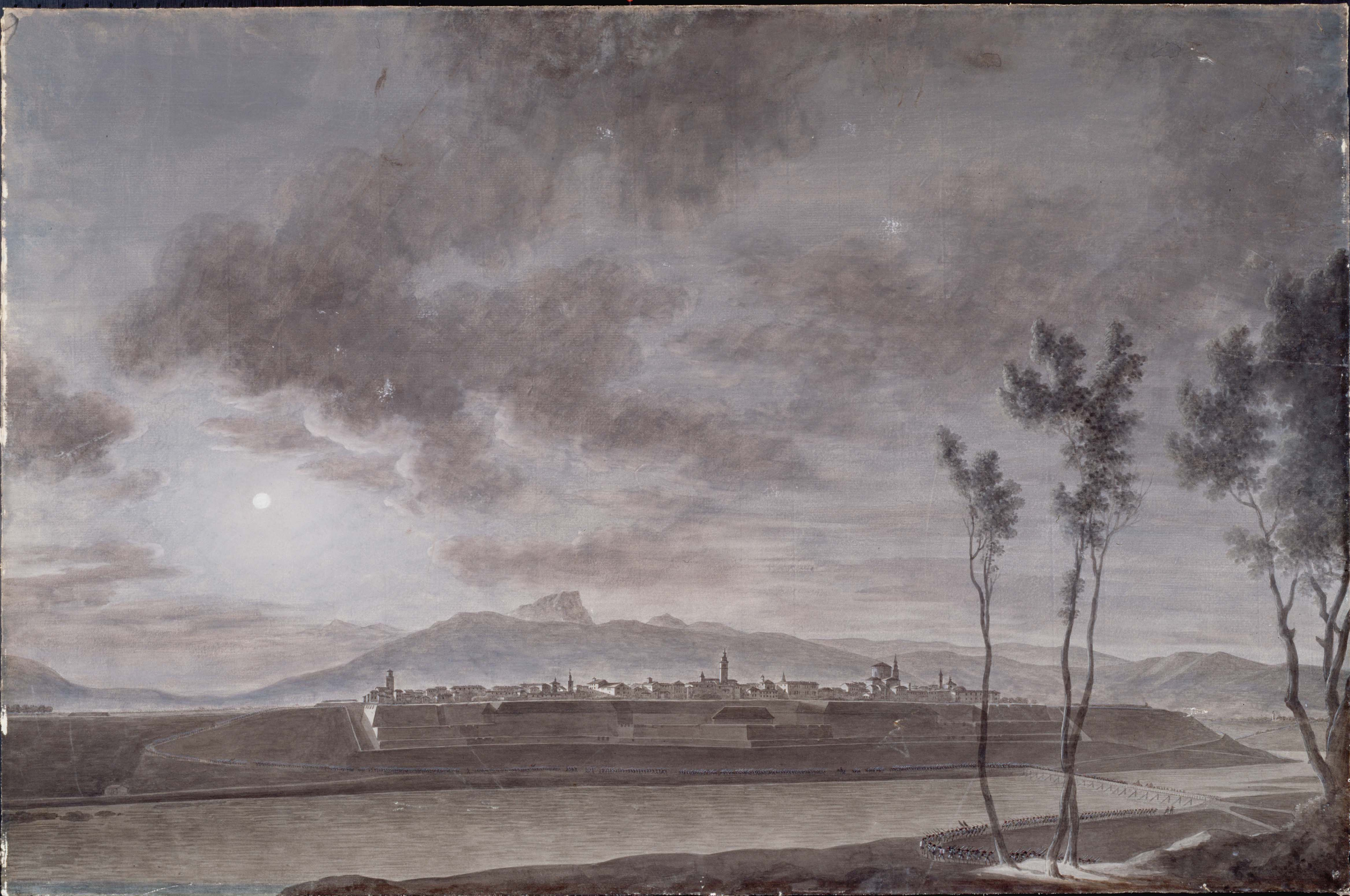
L'esercito di Napoleone occupa la fortezza di Cuneo il 28 aprile 1796, Giuseppe Pietro Bagetti

Con l'occupazione napoleonica si apre l'ultima fase della storia cuneese. Il giovane generale Napoleone, all'epoca ventisettenne, prese Cuneo senza necessità di assediare la città, a causa dello sbandamento generale dell'esercito sabaudo, seppur sostanzialmente integro, dopo le battaglie di Montenotte, Dego, Cosseria e San Michele di Mondovì.
L'ultimo assedio che sostenne Cuneo fu quello del 1799, allorché l'esercito austro-russo allontanò dalla città i francesi, ma solo per pochi mesi poiché, l'anno successivo, la definitiva vittoria di Marengo assicurò a Napoleone il totale controllo dell'Italia settentrionale.
Nella stagione napoleonica la città, annessa all'Impero Francese, divenne capoluogo del dipartimento della Stura che anticipò, mezzo secolo prima e quasi nelle sue esatte dimensioni (l'antica provincia di Ceva con l'alta valle del Tanaro e le Alte Langhe furono annesse al dipartimento di Montenotte con capoluogo Savona), la definitiva provincia di Cuneo, creata con la legge del 1859.
Alla restaurazione, nel 1817, Cuneo ebbe anche una sua diocesi e durante il Risorgimento tenne a battesimo i Cacciatori delle Alpi, volontari di Garibaldi.

### Resistenza
Durante la seconda guerra mondiale Cuneo e la provincia subirono le dure conseguenze della partecipazione dell'Italia al conflitto. Fu proprio da Cuneo che partì per la disastrosa campagna di Russia la Divisione Cuneense. Dal 1943 al 1945 Cuneo fu, con le sue valli, uno dei maggiori centri della Resistenza.
 Già dalla caduta del fascismo, con un comizio in piazza dell'avvocato Duccio Galimberti, aveva iniziato a costituirsi un movimento antifascista locale. All'indomani dell'armistizio di Cassibile, il 10 settembre 1943, Galimberti e Dante Livio Bianco costituirono il primo gruppo armato partigiano di Giustizia e Libertà, chiamandolo Italia libera. La città e le frazioni circostanti furono teatro di alcuni episodi che testimoniarono la brutalità dell'occupazione nazi-fascista, come l'eccidio della stazione del 26 novembre 1944 e l'eccidio di San Benigno del 2 febbraio 1945.
La città fu liberata dai partigiani il 28 aprile 1945.

### Simboli
Dopo l'assedio del 1557 e l'eroica resistenza, il duca Emanuele Filiberto di Savoia conferì a Cuneo "fedelissima invitta" il titolo di Città il 31 gennaio 1559 concedendo l'aggiunta della croce di Casa Savoia allo stemma originario del Comune. Si blasonava quindi: fasciato di rosso e d'argento col capo di Savoia (di rosso, alla croce d'argento). Motto: Ferendo. Lo scudo sormontato da sei rami di palma di verde, divergenti in fuori.
Lo stemma ufficialmente riconosciuto con decreto del capo del governo del 28 gennaio 1936 recupera il complesso stemma araldico di origine sabauda:
Il motto latino Ferendo ("Sopportando") si riferisce probabilmente agli assedi sostenuti dalla città. Il gonfalone è un drappo partito di bianco e di rosso.

### Onorificenze
Cuneo è tra le città decorate al valor militare per la guerra di Liberazione, insignita della medaglia d'oro al valor militare, il 1º agosto 1947, per i sacrifici delle sue popolazioni e per la sua attività nella lotta partigiana durante la seconda guerra mondiale:

## Monumenti e luoghi d'interesse

### Architetture religiose

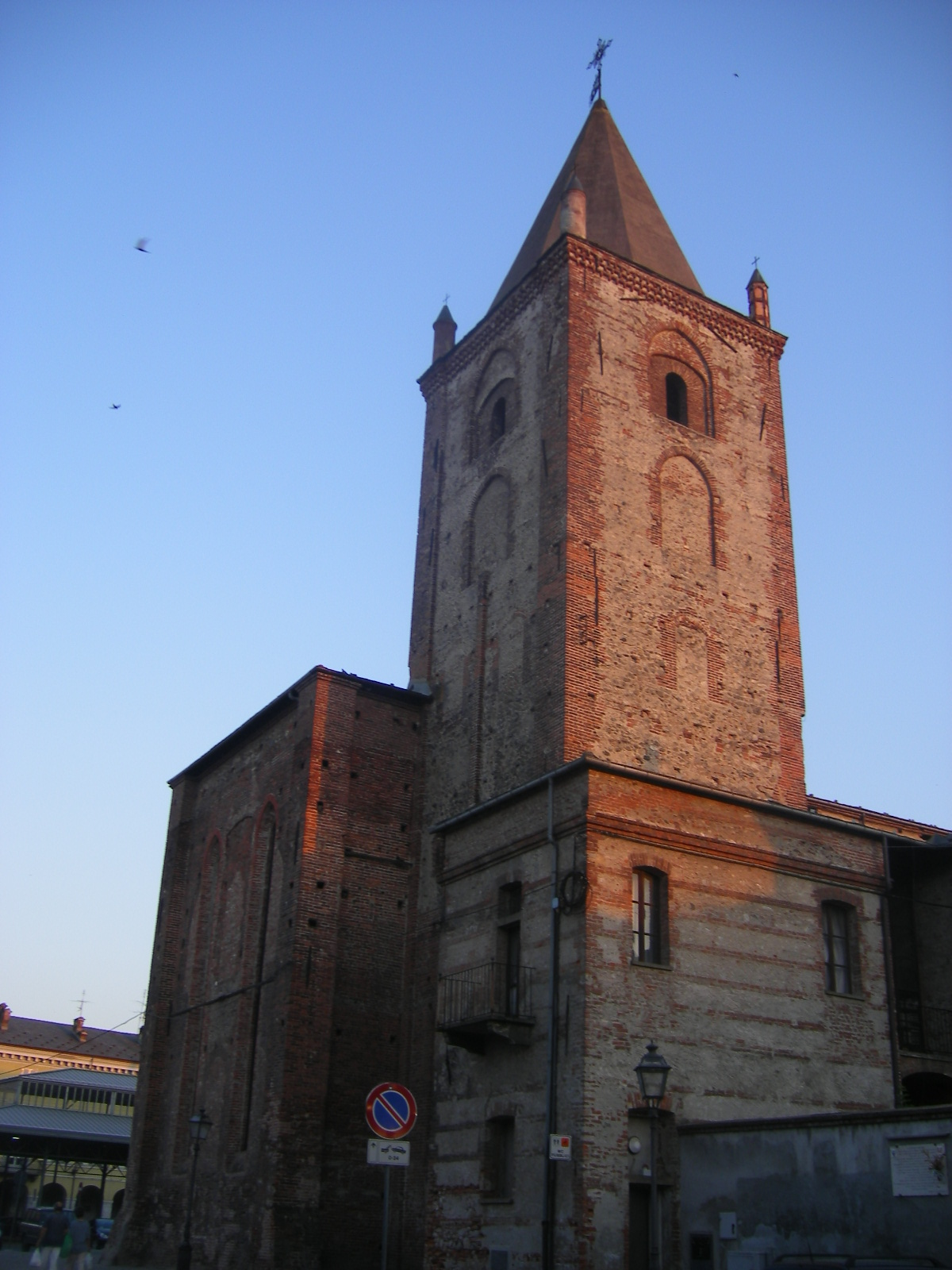
Chiesa di San Francesco

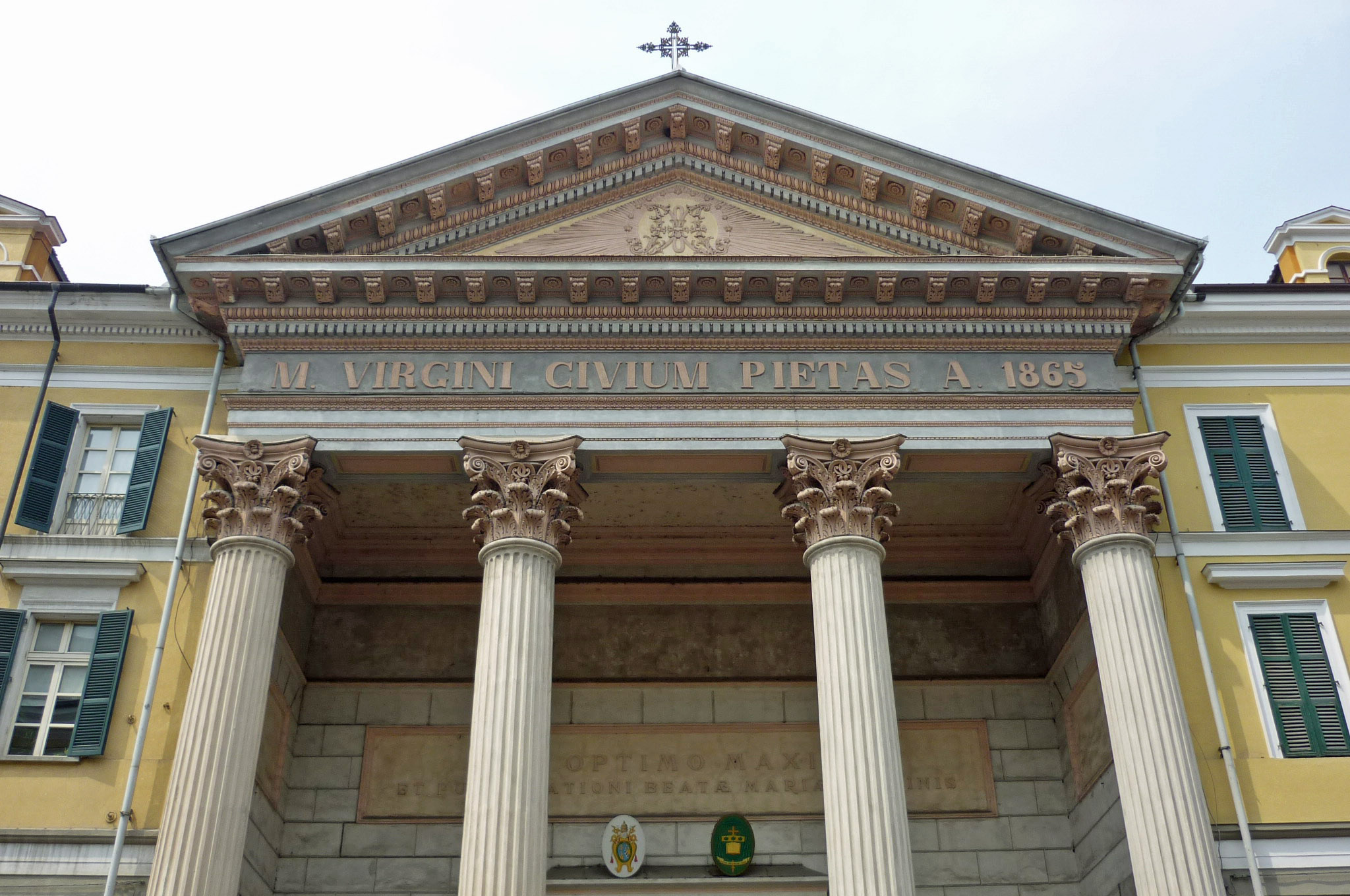
Facciata della Cattedrale

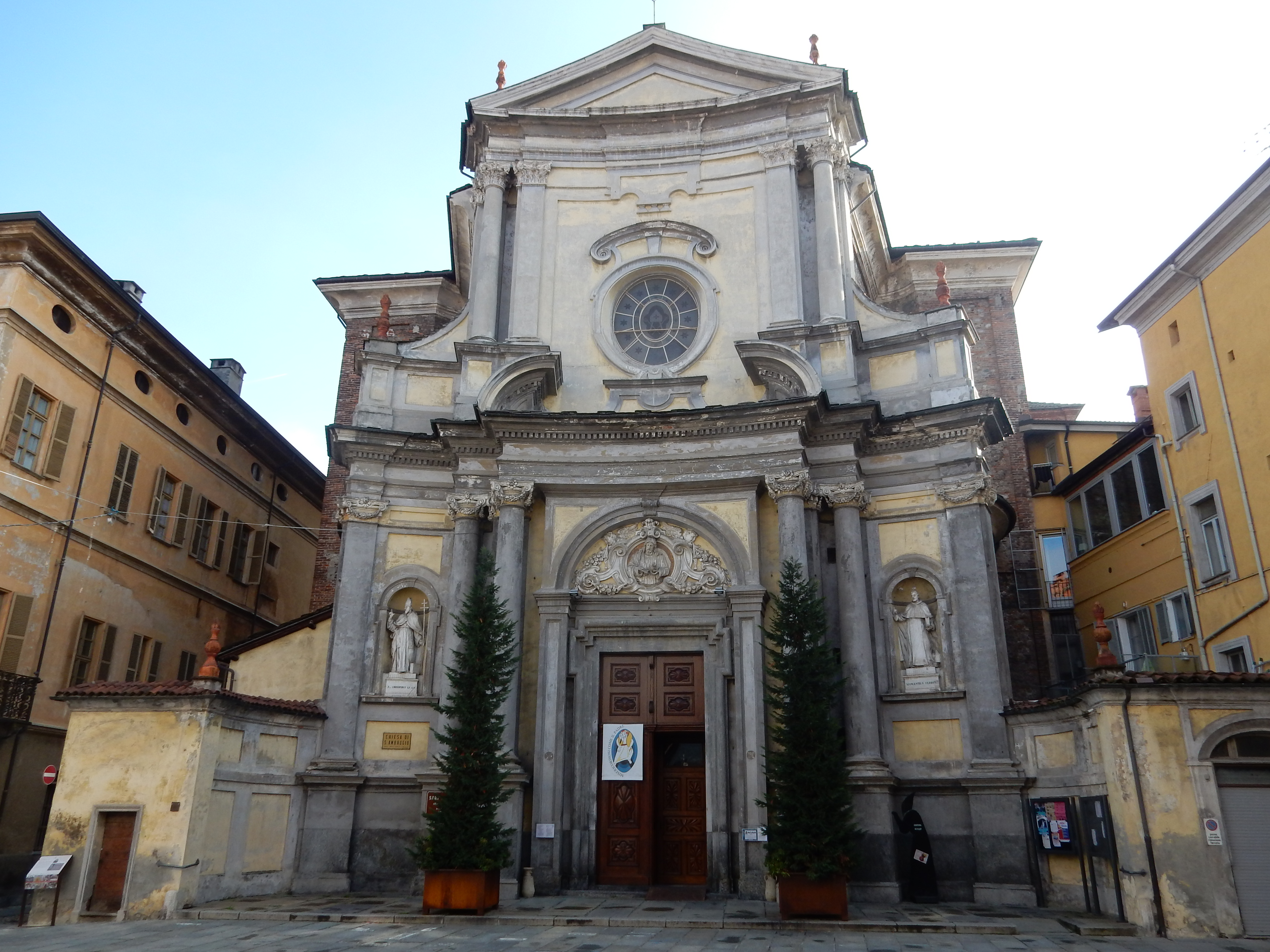
Facciata Chiesa S.Ambrogio

- Cattedrale di Santa Maria del Bosco
- Complesso monumentale di San Francesco (Via Santa Maria nº10, ora sede, insieme al convento, del Museo Civico)
- Chiesa di San Tomaso, detta dei Tomasini, dedicata all'Immacolata; già dell'ex Collegio S. Tomaso chiuso nel 1937 e della Residenza dei Gesuiti chiusa nel 2021 (Padri Gesuiti)
- Chiesa del Cuore Immacolato di Maria
- Chiesa del Sacro Cuore di Gesù
- Chiesa della Santissima Annunziata (attualmente chiusa al culto, non più officiata)
- Chiesa di San Sebastiano
- Chiesa di Sant'Ambrogio
- Chiesa di Santa Chiara
- Chiesa di Santa Croce
- Chiesa di Santa Maria della Pieve
- Santuario della Madonna della Riva (in località Madonna dell'Olmo)
- Santuario di Santa Maria degli Angeli
- Chiesa di San Paolo
- Chiesa di San Pio X
- Chiesa di San Giovanni Bosco
- ex Chiesa di San Giovanni decollato (oggi Sala San Giovanni, resti absidali e campanile, affreschi di Giovan Francesco Gaggini)
- Sinagoga di Cuneo

### Chiese frazionali
- Chiesa della Madonna dell'Olmo (frazione Madonna dell'Olmo)
- Chiesa di San Rocco (frazione San Rocco Castagnaretta)
- Chiesa parrocchiale dell'Immacolata Concezione di Maria (frazione Roata Canale)
- Chiesa parrocchiale di San Benigno (frazione San Benigno)
- Chiesa parrocchiale di San Defendente (frazione Confreria)
- Chiesa parrocchiale di San Giovanni Battista (frazione Passatore)
- Chiesa parrocchiale di San Giuseppe (frazione Borgo San Giuseppe)
- Chiesa parrocchiale di San Grato (frazione Tetti Pesio)
- Chiesa parrocchiale di San Lorenzo (frazione Ronchi)
- Chiesa parrocchiale di San Matteo e Beata Vergine Addolorata (frazione Bombonina)
- Chiesa parrocchiale della Madonna delle Grazie (frazione Madonna delle Grazie)
- Chiesa della Natività di Maria Santissima (frazione Spinetta)
- Cappella di Sant'Anna (frazione Ronchi)
- Cappella di San Giacomo
- Cappella della Madonna delle Grazie (verso Tarantasca)
- Cappella della Madonna del Rosario (Colombaro San Michele, Cerialdo)
- Cappella della Madonna della Crocetta (sul confine con il comune di Borgo San Dalmazzo)

### Architetture civili
- Palazzo Alberti (Via Santa Croce nº38)
- Palazzo Andreis di Mondrone (Via Amedeo Rossi nº15)
- Palazzo Casa Galimberti (Piazza Galimberti nº6)
- Palazzo Delfino (attuale ACLI, Piazza Virginio nº13)
- Palazzo Delfino di Trivero (Via Santa Maria nº5)
- Palazzo della Banca d'Italia (Corso Nizza nº3)
- Palazzo della Prefettura (Via Roma nº3)
- Palazzo della Provincia (Corso Nizza nº21)
- Palazzo della Stazione ferroviaria (Piazzale della Libertà nº10)
- Palazzo della Torre con annessa Torre civica (ex residenza comunale, via Roma nº19)
- Palazzo del Municipio (attuale residenza comunale, via Roma nº28)
- Palazzo del Tribunale (Piazza Galimberti nº7)
- Palazzo del Vescovado (Via Roma nº7)
- Palazzo Pascale di Nuceto poi Audiffredi (Via Cacciatori delle Alpi nº9)
- Palazzo Rubatti di Toricella (Via Leutrum nº3)
- Palazzo Scotti di Sauze (Via Peveragno nº11)
- Palazzo Taricchi di Stroppo (Piazza Virginio nº9)
- Teatro Toselli (Via Teatro Toselli nº9)
- Palazzo Uffici Finanziari PUF (Via Giovanni Battista Bongioanni nº 32) – alto circa 50 metri per 12 piani è considerato il "grattacielo" cittadino e tra le costruzioni più alte della città[30][31]
- Villa Oldofredi Tadini (Via Ercole Oldofredi Tadini nº19) – l'edificio, inserito nel sistema dei "Castelli Aperti" del Basso Piemonte, fu edificato fra il '300 e il '400, come torre di osservazione a difesa della città. La villa, adibita a museo, vanta una collezione di cimeli e pezzi unici raccolti nel corso dei secoli dai proprietari, le famiglie Mocchia di San Michele ed Oldofredi Tadini. La visita guidata comprende la cappella, con le reliquie della Sindone di Torino, le sale del piano terra, alcune camere al secondo piano ed il parco.[32]
- Villa Tornaforte (località Madonna dell'Olmo, Via Valle Po 1) - l'ex convento, inserito nel sistema dei "Castelli Aperti" del Basso Piemonte, fu fondato dai Frati Agostiniani nel XVI secolo. Divenne villa patrizia di proprietà del conte Bruno di Tornaforte in seguito all'occupazione napoleonica.

### Architetture militari
- Caserma "Cesare Battisti" (Via Cesare Battisti nº6)
- Caserma "Gonzaga" (Corso Marcello Soleri nº7)

### Altro

#### Strade e piazze
Le strade più caratteristiche e importanti della città sono:
- Contrada Mondovì: molto caratteristica nel centro storico, stretta, porticata
- Corso Nizza: lungo corso di 1,5 km, fulcro commerciale della città. Da notare che il corso fu intitolato a Nizza, ai tempi città italiana

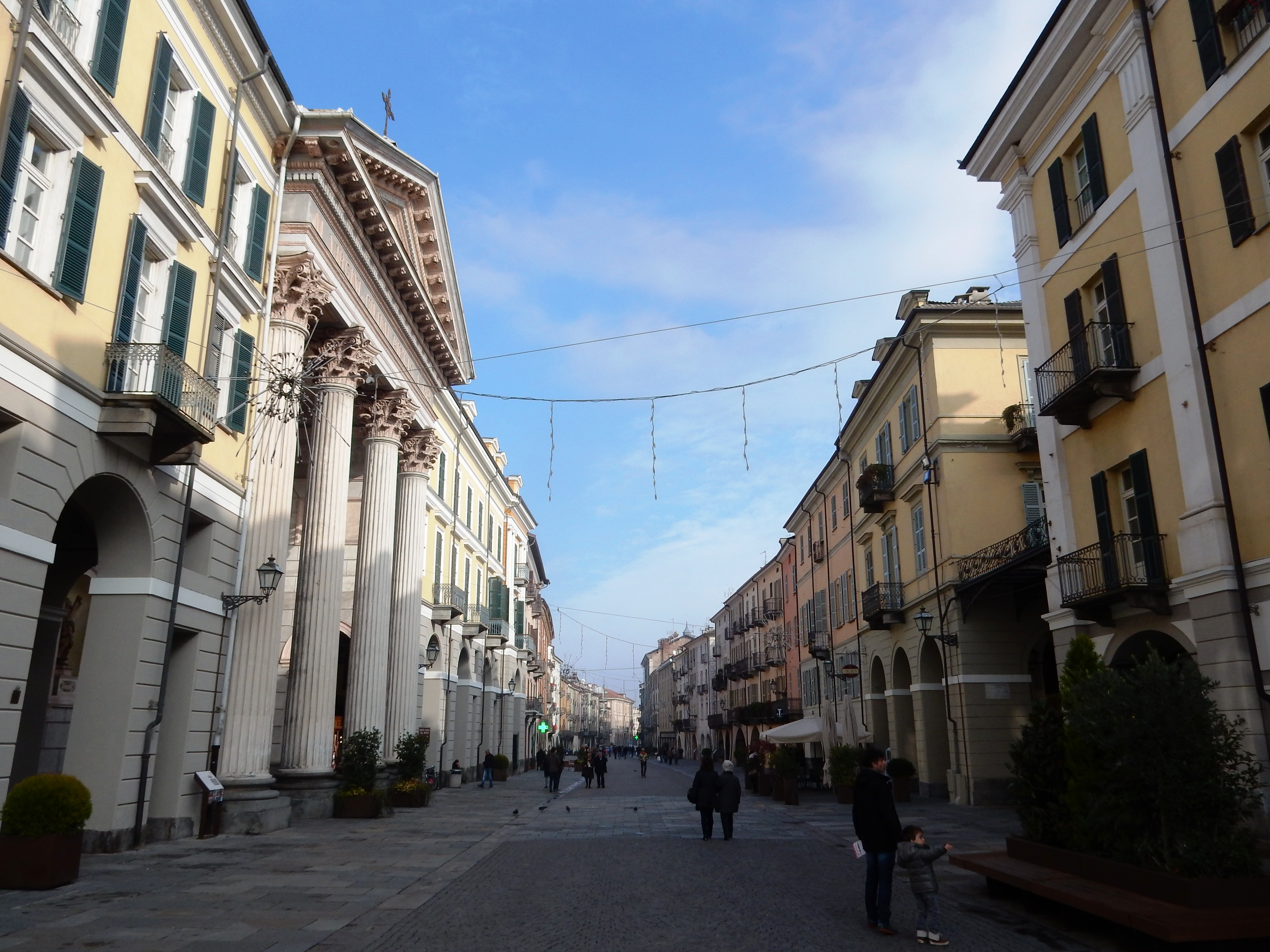
Via Roma pedonale

- Via Roma: la principale arteria pedonale della Cuneo storica, completamente porticata e dal caratteristico andamento curvilineo
- Viadotto Soleri
- Viale degli Angeli: lungo oltre 2 km, di notevole bellezza (costeggiato da numerosi alberi e giardini), con pista ciclabile, unisce la città al Santuario della Madonna degli Angeli

Numerose sono anche le piazze cittadine, tra esse:
- Piazza della Costituzione: nella zona sud della città
- Piazza Europa: posta lungo Corso Nizza
- Piazza Galimberti: da notare il profilo architettonico caratterizzato dagli edifici in stile neoclassico
- Piazza Giuseppe Biancani: nel quartiere San Paolo
- Piazza Vincenzo Virginio: nel centro storico, vicino al Complesso monumentale di San Francesco

#### Percorsi porticati

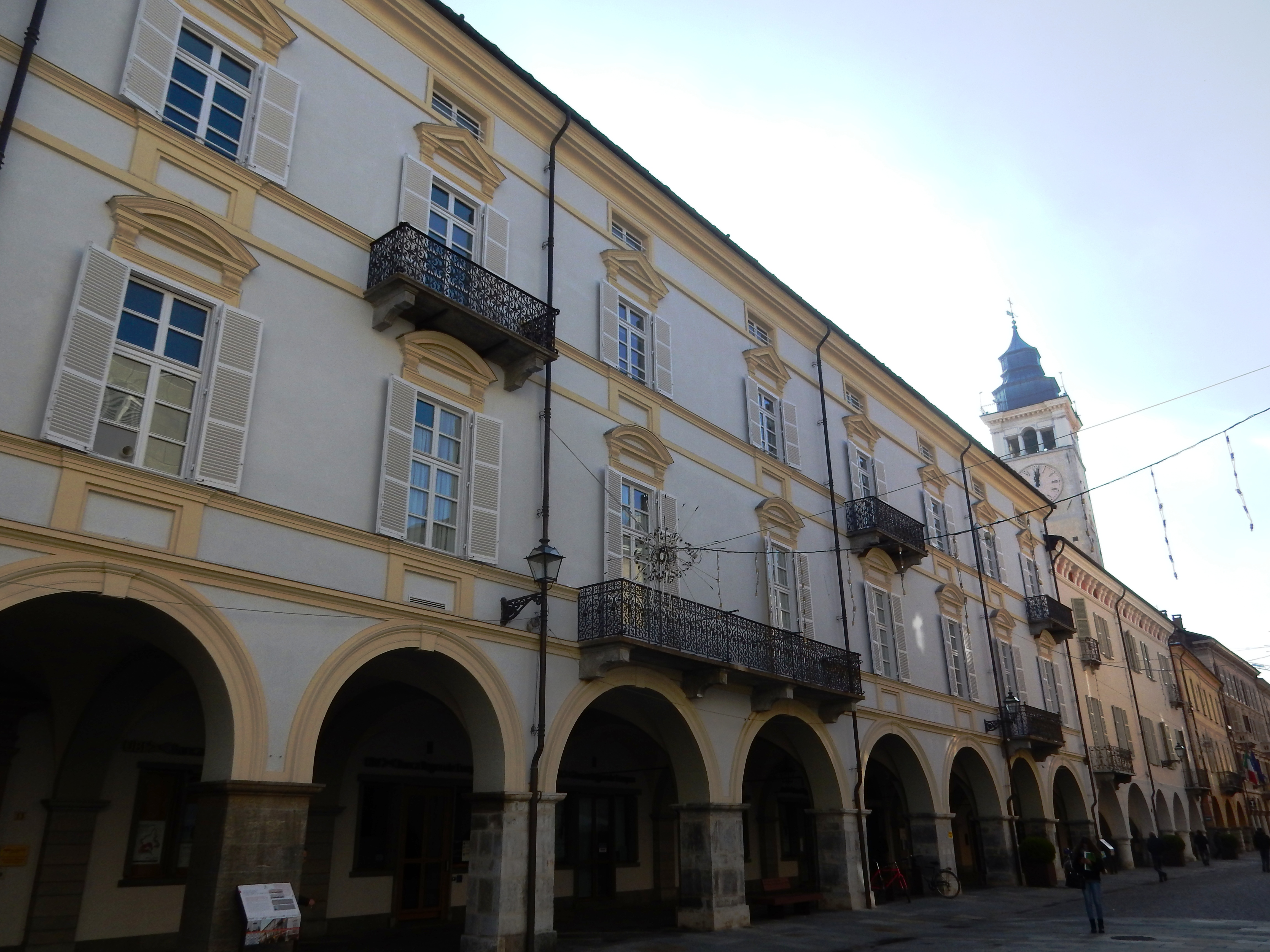
Veduta portici di Cuneo

I percorsi porticati, di circa 8 km, rivestono un ruolo importante nella vita della città, perché connettono le vie principali tra loro e consentono il passeggio, anche nelle giornate con condizioni meteorologiche avverse.
Essi sono di grande varietà strutturale e compositiva e, a seconda della loro matrice storica, si distinguono in tre tipologie:
- portici di matrice medioevale, secentesca, settecentesca e il portico di età barocca (Via Roma e centro storico)
- portici di matrice ottocentesca (Piazza Galimberti)
- portici dell'ultimo dopoguerra (Corso Nizza e perpendicolari)

Da notare, inoltre, la differente altezza dei portici di via Roma, dovuta a un'errata e ingenua interpretazione dei progetti: "Un errore di partenza non dovuto ai Cuneesi. Essendosi, questi, impegnati a rispettare scrupolosamente il progetto del grande architetto straniero cui era stato affidato l'incarico del Consiglio e avendo ricevuto, dal corriere, il plico contenente il progetto, ripiegato a metà, realizzarono fedelmente quanto vedevano".
Nel complesso, Cuneo è la quarta città d'Italia per lunghezza dei suoi portici, alle spalle di Bologna, Torino e Padova.

#### Monumenti
- Monumento a Giuseppe Barbaroux (Piazza Galimberti)
- Monumento alla Confluenza dei fiume Stura e torrente Gesso (Piazza Torino)
- Monumento alla Resistenza (Parco della Resistenza), posato nel 1969, opera dello scultore Umberto Mastroianni

### Aree naturali
- Parco della Gioventù
- Parco della Resistenza
- Parco fluviale Gesso e Stura
- Parco Monviso
- Giardino Piazza della Libertà, davanti alla stazione ferroviaria
- Piccolo parco della Castagna
- Giardini Dino Fresia
- Giardini Don Cesare Stoppa
- Giardini Lalla Romano
- Giardini Villa Sarah
- Parco Parri[37]

## Società

### Evoluzione demografica
A partire dall'anno 1961, la popolazione residente è aumentata del 20 %.
Abitanti censiti

### Etnie e minoranze straniere
Al 31 dicembre 2023 gli stranieri residenti nel comune erano 6 387, ovverol'11,42% della popolazione. Di seguito sono riportati i gruppi più consistenti:
- Romania 1 372
- Albania 1 169
- Marocco 580
- Filippine 355
- Cina 327
- Nigeria 266
- Senegal 141
- Pakistan 138
- Egitto 110
- Bangladesh 102

### Religione
Nonostante la religione principale sia il cattolicesimo, in città esistono diverse comunità religiose: Bahá'í, ebraica (presente sin dal XIV secolo, come testimoniano l'area del vecchio ghetto, la sinagoga ricca dei suoi arredi originari e il cimitero in via Basse S. Sebastiano), protestante, ortodossa-rumena, indù, musulmana, Sikh e buddista.

### Tradizioni e folclore
Festa della Madonna del Carmine: manifestazione religiosa e laica nel mese di luglio, che culmina con la grande processione solenne nel centro storico, alla quale partecipano 60 confraternite in costume tradizionale, che si svolge il 2º lunedì di luglio, dalla fine del '500.

### Lingue e dialetti
La parlata tradizionale è il piemontese, più precisamente la sua sottovarietà cuneese. In forte regressione in città, essa mantiene una buona vitalità nelle frazioni del territorio comunale, dove è conosciuta e utilizzata anche da parte delle nuove generazioni. 

## Cultura

### Istruzione

#### Biblioteche

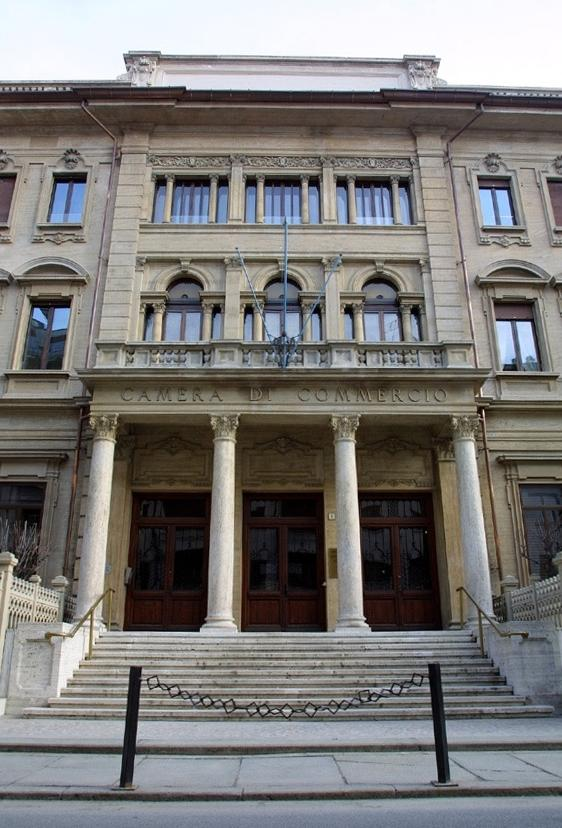
Camera di commercio

La città di Cuneo ha 17 biblioteche, sul suo territorio. Al fine di riunirle e farle conoscere, è stata creata Biblioincittà, la rete cittadina formata dalle biblioteche presenti sul territorio, nata per facilitare e indirizzare i lettori nelle loro ricerche.
Le biblioteche di Cuneo aderenti a Biblioincittà sono:
- Biblioteca dell'Alliance Française conserva un patrimonio di testi letterari e saggistici e diversi testi didattici rivolti all'insegnamento della lingua francese.[45]
- Biblioteca dell'associazione APICE: tratta il materiale bibliografico dedicato all'Unione europea, con 1 500 volumi suddivisi.[46]
- Biblioteca dei bambini e dei ragazzi che raccoglie materiale bibliografico dedicato a lettori da 0 a 14 anni.[47][48]
- Biblioteca del Club Alpino Italiano A. Borsi conserva il materiale bibliografico dedicato all'alpinismo e alla montagna in genere.[49]
- Biblioteca della Camera di Commercio: tratta il materiale bibliografico comprendente monografie e periodici di carattere economico e storico-economico e il fondo bibliografico della Banca d'Italia, acquisito dalla sede di Cuneo.[50]
- Biblioteca del centro di documentazione sportiva presso il centro provinciale del CONI.[51]
- Biblioteca del centro studi della fondazione Cassa di risparmio di Cuneo.[52]
- Biblioteca civica di Cuneo: presso il seicentesco Palazzo Audiffredi, nel centro storico della città, è la più antica biblioteca civica del Piemonte; i primi documenti relativi alla sua istituzione risalgono al 1802, con apertura nel 1803, quando Cuneo, sotto la dominazione francese, era capoluogo del Dipartimento della Stura. Essa custodisce circa 300 000 volumi, registra più di 100 000 prestiti all'anno ed è sede di deposito legale (ex legge 106/2004)[53], inoltre è centro rete del sistema bibliotecario cuneese[54][55][56].
- Biblioteca per ragazzi di Cuneo sud presso il centro commerciale di Cuneo 2, destinata a lettori da 0 a 14 anni.[57][58]
- Biblioteca del Conservatorio G. F. Ghedini.[59]
- Biblioteca diocesana: presso il seminario vescovile.[60]
- Biblioteca dell'Istituto Storico della Resistenza: presso il centro di documentazione territoriale, tratta il materiale bibliografico dedicato alla storia contemporanea.[61]
- Biblioteca del Museo Casa Galimberti costituita dalla famiglia Galimberti sin dalla fine dell'Ottocento.[62]
- Biblioteca del Complesso monumentale di San Francesco: tratta il materiale bibliografico dedicato ai beni culturali.[63]
- Biblioteca del progetto adolescenti: presso il centro di documentazione territoriale, tratta il materiale bibliografico dedicato ai ragazzi dai 14 ai 18 anni.[64][65]
- Biblioteca universitaria cuneese: tratta il materiale bibliografico dedicato alle materie affrontate dai corsi di studio offerti dalla sede cittadina dell'Università di Torino (Giurisprudenza, Scienze Politiche ed Economia).[66]
- Biblioteca "Davide Cavaglion": tratta il materiale bibliografico sulla storia delle comunità ebraiche piemontesi[67].

#### Ricerca
- Centro Documentazione Territoriale: ospita una sala lettura ed emeroteca, l'Archivio Storico del Comune di Cuneo, il fondo e la mostra del matematico Giuseppe Peano, la Biblioteca del Progetto Adolescenti e l'Istituto Storico della Resistenza e della Società contemporanea in Provincia di Cuneo e conserva le pubblicazioni del Deposito Legale della Biblioteca Civica di Cuneo (Legge 106/2004).[68]
- Istituto Storico della Resistenza e della Società contemporanea in Provincia di Cuneo: costituito con decreto prefettizio del 14 aprile 1964 e recentemente intitolato a Dante Livio Bianco, custodisce la memoria della Resistenza e promuove lo studio della storia contemporanea avvalendosi di una biblioteca aperta al pubblico, di un archivio, di una videoteca specializzata e di una ricca emeroteca, comprendente importanti riviste di ambito storico, nazionali e straniere, liberamente consultabili presso la sala lettura del Centro Documentazione Territoriale e pubblica inoltre la rivista semestrale "Il presente e la storia".[69]

#### Scuole
Sul territorio del comune di Cuneo sono presenti 10 scuole dell'infanzia statali, 13 scuole dell'infanzia private paritarie, 18 scuole primarie statali, una scuola primaria privata paritaria, 6 scuole secondarie di primo grado statali, una scuola secondaria di primo grado privata paritaria, 11 scuole secondarie di secondo grado statali e 5 istituti di formazione professionale, di cui uno comunale.

##### Scuole Primarie Statali
- Istituto Comprensivo Corso Soleri
- Istituto  Comprensivo Via Sobrero
- Istituto Comprensivo Viale Angeli
- Istituto Comprensivo Oltrestura
- Istituto Comprensivo Borgo San Giuseppe

##### Scuole Secondarie II° Grado Statali
- Istituto Magistrale  "E. De Amicis"
- Istituto Tecnico Commerciale "F. Bonelli"
- Istituto Tecnico Industriale  "M. Delpozzo"
- Istituto Istruzione  Superiore "S. Grandis"
- Liceo Scientifico e Classico Statale "S. Pellico - G.Peano"
- I.I.S. "Bianchi - Virginio"
- I.I.S. "VIRGINIO - DONADIO"[71]

#### Università
Cuneo è sede distaccata dell'Università di Torino.
La città è, inoltre, sede del Conservatorio Giorgio Federico Ghedini, dell'Accademia di Belle Arti e dell'Istituto Universitario per Mediatori Linguistici "A. Macagno".

#### Musei
- Museo Casa Galimberti: situato sul lato ovest di Piazza Galimberti, al secondo piano di palazzo Osasco (Piazza Galimberti nº6), espone oggetti, documenti, ricordi della famiglia nella casa e lo studio che furono della famiglia Galimberti. In particolare contiene una biblioteca di circa 20.000 volumi, riviste ed opuscoli prevalentemente appartenenti all'800 e primi del '900 d'argomento giuridico, letterario, scientifico ed artistico. Le stanze ospitano anche diverse opere d'arte di vari pittori.
- Museo civico: con sede presso il Complesso monumentale di San Francesco, ha un percorso che parte dalle più antiche testimonianze della preistoria per giungere a quelle di età moderna, raccontando al visitatore la storia del territorio. Ospita una ricca biblioteca specialistica, aggiornata su tutte le tematiche riguardanti i beni culturali, archivi topografici, cartografici e fotografici, tra cui il Fondo Vacchetta ed il Fondo Scoffone.
- Museo diocesano San Sebastiano: con sede presso il Complesso monumentale di San Sebastiano, ha un percorso incentrato quasi interamente sulle opere e sulla suppellettile liturgica di pertinenza del Complesso monumentale di San Sebastiano, ripercorrendo la storia della diocesi e del territorio dall'antica intitolazione medievale a san Giacomo fino ai giorni nostri.
- Museo ferroviario: allestito nella stazione ferroviaria di Cuneo, è in parte all'interno e in parte all'esterno. Nella Sala Reale, cioè la sala d'aspetto della famiglia reale, si trovano bacheche che espongono manifesti, foto e giornali d'epoca relativi al passaggio nella stazione, in un binario riservato, del treno della famiglia reale. Vi sono anche esposizioni di vari tipi di berretti usati dai ferrovieri, a partire dagli anni venti ad oggi, una serie di biglietti, licenze e tessere di viaggio, una biglietteria di legno degli anni venti, lanterne, diversi telefoni, palette e fischietti. All'esterno vi è un vagone, costruito nel 1943 dalla Piaggio a Genova, contenente dei documenti riguardanti la linea ferroviaria Cuneo-Nizza, realizzata nel XX secolo; nel deposito, infine, vi è una locomotiva trifase.[72]
- Memoriale Divisione Alpina Cuneense: situato presso la vecchia stazione di Cuneo, il ricco allestimento espositivo propone un viaggio nel tempo per ricordare e onorare la Divisione Alpina Cuneense e tutti caduti in armi della Provincia di Cuneo. Il percorso presenta pannelli descrittivi e cimeli appartenuti e donati dai reduci o dai loro famigliari (equipaggiamenti, piastrine, carte con i nomi ecc...).[73][74]

### Media

#### Televisione
- Telegranda
- Telecupole

#### Stampa
- La Stampa edizione Cuneo
- Cuneodice
- La Guida
- TargatoCn
- CuneoSette

#### Radio
Le principali radio locali sono:
- Radio Piemonte Sound
- Radio Cuneo Nord
- Non è la RADIO[75]

### Cinema
- Nel centro di Cuneo sono state girate alcune scene esterne e interne del film del 1963 I compagni, diretto da Mario Monicelli, con Marcello Mastroianni, Renato Salvatori e Annie Girardot. Celebre la sequenza in cui il prof. Sinigaglia (interpretato da Mastroianni) incita gli operai in sciopero sotto la tettoia in ferro di piazza Virginio, nella parte vecchia della città.
- Sempre nel centro della città sono state girate le scene esterne del film del 2009 Gli amici del bar Margherita, scritto e diretto da Pupi Avati, con Diego Abatantuono, Pierpaolo Zizzi, Neri Marcorè, Fabio De Luigi e Luigi Lo Cascio.
- Nel 2018 è stato girato, interamente a Cuneo e provincia, il film Tu mi nascondi qualcosa con, tra gli altri, Rocco Papaleo
- Il celebre attore Totò rese famosa la città, citandola in molti film:[76]

### Cucina
Il dolce principe è il Cuneese al rum, nato nel 1923 da un'idea di Andrea Arione e protetto dal Brevetto per Marchio d'Impresa dallo stesso inventore. Questo grosso cioccolatino è formato da 2 cialde di meringa che racchiudono una crema pasticcera al cioccolato fondente e rhum, il tutto rivestito da uno strato di cioccolato fondente. Oggi i Cuneesi sono disponibili in diverse versioni, con e senza liquori, e in gran parte delle pasticcerie di Cuneo.

### Eventi

#### Eventi periodici
- Degustibus: manifestazione culinaria avente come obiettivo la valorizzazione delle produzioni tipiche, in particolare le eccellenze enogastronomiche locali, patrocinata (nell'edizione 2015) anche da Expo 2015; si svolge nel secondo fine settimana di maggio, dal 2010.[78]
- Mostra Regionale Zootecnica di Quaresima [79]
- La Fausto Coppi: manifestazione ciclistica amatoriale internazionale, suddivisa in due percorsi: la mediofondo e la granfondo; si svolge la seconda domenica di luglio, dal 1987.[80]
- Grande Fiera d'Estate: manifestazione fieristica suddivisa in sette ambiti tematici (Area istituzionale, Tekno, Arredo e complemento, La piazzetta, Expo, Sapore e salute, Area esterna) e con spettacoli collaterali, dal 2010 con il riconoscimento di Nazionale[81]; si è svolta dalla fine di agosto all'inizio di settembre, dal 1976 al 2019.
- Mirabilia International Circus & Performing Arts Festival: grande festival di arti performative (circo, giocoleria, musica, acrobatismo, teatro e danza). La kermesse si svolge ogni anno, in città, tra fine agosto ed inizio settembre.[82]
- Mostra Regionale Ortofrutticola Città di Cuneo: manifestazione che celebra la produzione ortofrutticola d'eccellenza della Provincia di Cuneo. L'evento si svolge ogni anno (prima metà del mese di settembre) in località San Rocco Castagnaretta.[83]
- Fiera Nazionale del Marrone: manifestazione fieristica avente come tema la castagna e i suoi derivati culinari e non solo; si svolge nel terzo fine settimana di ottobre, dal 1999.[84]
- Sono un uomo di mondo: manifestazione, diretta da Piero Dadone, dedicata a tutti coloro che hanno svolto il servizio militare a Cuneo o sono entrati in seminario a Cuneo; si svolge la terza domenica di ottobre, dal 1999.[85]
- Stracôni: camminata non competitiva di circa 7 km, nel territorio cittadino e nel Parco Fluviale Gesso e Stura; si svolge nel secondo fine settimana di novembre, dal 1978.[86]
- Scrittorincittà: manifestazione letteraria che prevede incontri tra autori e lettori, conferenze, spettacoli, mostre e altre iniziative (fino al 2002 con il nome di "Festa Europea degli autori"); si svolge nel terzo fine settimana di novembre, dal 1999.[87]
- Cuneo Illuminata: manifestazione che si svolge dal 2014 a luglio in via Roma e piazza Galimberti con l'installazione di un portale di luminarie e giochi di luci a tempo di musica.[88]
- IllumiNatale: luminarie, presepi, giri in carrozza, mercati straordinari, mercatini dell'artigianato, laboratori, tour guidati, spettacoli teatrali.[88]

#### Eventi recenti
- Ottantesima Adunata Nazionale degli Alpini: si è svolta dall'11 al 13 maggio 2007 e ha richiamato in città più di 500 000 persone.
- Sessantanovesima Adunata nazionale dei bersaglieri: svoltasi dal 16 al 22 maggio 2022, con circa 120 000 presenze in città.[89]

## Geografia antropica

### Urbanistica

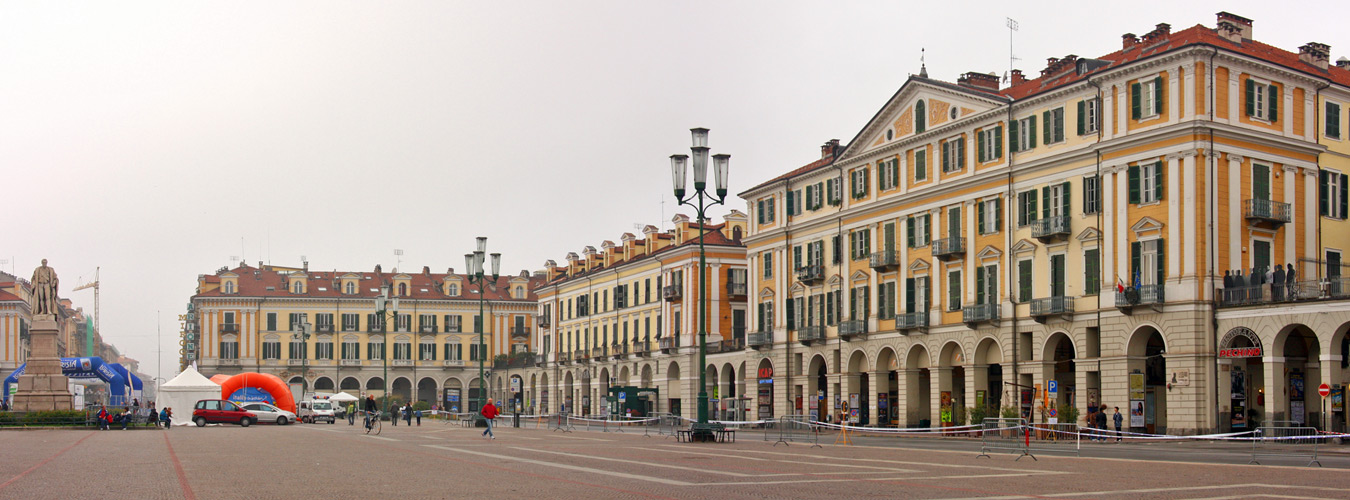
Piazza Galimberti

Cuneo si sviluppò come centro di strada - sulle vie del colle di Tenda e della Maddalena, che mettono in comunicazione il Piemonte con la Francia meridionale - e come mercato di prodotti agricoli e zootecnici, delle valli alpine e della pianura circostante. La posizione strategica della città influì in modo decisivo sulle sue vicende storiche nonché sullo sviluppo urbanistico. Infatti Cuneo (cui si apre una sola possibile direttrice di espansione, verso sud-ovest, cioè verso Borgo San Dalmazzo) rimase, per secoli, racchiusa entro la cerchia originaria di mura. Fu solo dopo la demolizione della cinta muraria, opera dell'amministrazione napoleonica, all'inizio dell'800, che fu avviata l'espansione moderna della città, attorno alla grande piazza centrale (piazza Vittorio Emanuele II, oggi Piazza Galimberti), la più grande d'Europa, nella sua tipologia, e lungo l'asse di corso Nizza, con uno sviluppo a pianta regolare, lento per tutto l'800 e fino alla prima guerra mondiale, con ritmo più rapido fra le due guerre e specialmente dopo il '45.
Nell'attuale centro urbano il nucleo originario, incuneato fra i Belvederi di corso Stura e di corso Gesso, si contrappone nettamente ai quartieri recenti, sviluppatisi verso sud-ovest, caratterizzati da vie ampie e diritte, disposte attorno a piazza Galimberti e ai lati di corso Nizza, fiancheggiate da imponenti palazzi con spaziosi portici. Lo sviluppo urbanistico ha assunto un ritmo particolarmente celere dopo la seconda guerra mondiale e la città si è estesa, in particolar modo verso Borgo San Dalmazzo, occupando tutto l'altopiano, fino ai viali ricavati sui baluardi delle antiche fortificazioni e dominanti il corso del Gesso e della Stura.
Le sedi delle attività commerciali e gli uffici pubblici si condensano nel centro storico, che ha quasi perso l'antica fisionomia residenziale, in seguito allo spostamento interno degli abitanti, verso i nuovi quartieri. Le costruzioni più alte della città (tutte all'incirca 50 metri) sono il Faro della Stazione, la Torre Civica e il Palazzo Uffici Finanziari (PUF). Le varie fasi dello sviluppo topografico di Cuneo sono conseguenti all'andamento dell'espansione demografica della città, che aveva 6 154 abitanti nel 1571 e 18 000 nel 1774. Dopo l'abbattimento delle mura e delle fortificazioni e il conseguente sviluppo edilizio la popolazione salì a circa 25 000 abitanti alla fine dell'800 e si accrebbe di oltre 10 000 unità negli anni fra le 2 guerre. Nel 1965 la popolazione raggiunse i 50 380 abitanti, all'incirca pari al livello attuale (52 334 abitanti nel censimento del 2001).
La città è in una fase lenta, ma concreta di sviluppo: da qualche anno è stata raggiunta dall'autostrada (attraverso la A33).
La principale via di accesso è il Viadotto Soleri (chiamato colloquialmente "Ponte Nuovo" dai cuneesi), che attraversa tutta la valle del torrente Stura, con un percorso stradale che si sovrappone parzialmente ai binari ferroviari. La sua costruzione iniziò nel 1913, per volere di Giovanni Giolitti e terminò in epoca fascista, dopo una lunghissima gestazione, dovuta allo stillicidio di finanziamenti; la parte stradale fu inaugurata nel 1933 e quella ferroviaria nel 1937.
È divenuto noto col nome di "Ponte dei Suicidi" perché dai suoi parapetti si sono gettate più di 150 persone: per evitare ciò l'amministrazione comunale ha fatto innalzare le barriere del viadotto, per rendere più difficili ulteriori tentativi di suicidio.
Nel 2007 viene inaugurato un nuovo ponte “La Est-Ovest” che attraversa lo Stura; al ponte si connette una serie di circonvallazioni provenienti dai paesi limitrofi e che permettono un collegamento più rapido con le Valli Maira, Stura, Gesso e un attraversamento più rapido della città, per mezzo di una galleria, che sottopassa l'altopiano, tra nord e sud, il "Tunnel della pace".
Servita dall'aeroporto di Cuneo-Levaldigi, denominato "Olimpica", il quale ha voli in Italia e per località estere, oltre a tratte low-cost, Cuneo, con i comuni limitrofi di prima cintura, crea un'area urbana di circa 500 km², per circa 130 000 abitanti.

### Suddivisioni storiche
La città è così suddivisa (partendo da Nord):
- Area Storica: fa riferimento al tessuto urbanizzato compreso tra Corso Kennedy, Piazza Torino, Corso Papa Giovanni XXIII, Corso Garibaldi, Corso Soleri; al suo interno si riscontrano le permanenze di un antico impianto antecedente al 1800, gravitante soprattutto intorno all'asse centrale di Via Roma, e le permanenze tra 1800 e 1900, riscontrabili a monte di Via Roma, gravitanti attorno a Piazza Galimberti; quest'area è più comunemente conosciuta come Centro storico.
- Area Centrale Storico - Ambientale: fa riferimento al tessuto urbanizzato compreso tra Corso Soleri, Corso Garibaldi, Corso Marconi, Corso Solaro, Lungo Stura XXIV Maggio, Corso Giolitti, Corso Carlo Brunet; al suo interno si riscontrano le permanenze tra il 1900 e il 1950.
- Area Modernista: fa riferimento alla rimanenza del tessuto urbanizzato dell'altipiano e delle frazioni, le cui permanenze si riferiscono al periodo post 1950, escluse le porzioni Storico - Ambientali di valore storico - documentario, inserite nel tessuto più recente o, comunque, diversamente qualificate, in relazione ai caratteri urbanistici e architettonici del contesto ambientale, comprendenti anche i viali alberati, in particolare viale Angeli, il Parco Fluviale Gesso e Stura e le Porte della Città.

### Suddivisioni amministrative
Dal punto di vista amministrativo la città è suddivisa con i rispettivi comitati di quartiere nelle seguenti parti:
- Centro storico - il nucleo più antico e dove fu fondata la città, si sviluppa attorno alla centrale via Roma.
- Cuneo centro - si sviluppa da piazza Galimberti fino a corso Giolitti (il corso che porta alla stazione ferroviaria) lato Stura e corso Brunet lato Gesso.
- Cuneo nuova - quartiere residenziale vicino al centro, compreso tra corso Giolitti e corso Galileo Ferarris lato stura e corso Brunet e via Dotta Rosso lato Gesso.
- Basse S.Anna Borgo Nuovo - piccolo quartiere sulle rive dello Stura.
- Gramsci - quartiere da corso Galileo Ferraris a corso Gramsci, zona Stadio Paschiero.
- Donatello - quartiere residenziale a sud della città lato Stura.
- San Paolo - quartiere residenziale a sud della città lato Gesso anche chiamato Cuneo 2.
- Bombonina - situata sulla riva destra del fiume Stura.
- Borgo San Giuseppe - chiamato dai cuneesi Borgo Gesso in quanto posta subito dopo il ponte sul Gesso.
- Cerialdo - ivi si trova il carcere.
- Confreria - situata sulla riva sinistra del fiume Stura, a ovest dell'imbocco del viadotto Soleri; ivi si trova la chiesa di San Defendente e patrona "Maria Madre del Buon Consiglio", fondata il 5 febbraio 1897 con decreto del vescovo di Cuneo, monsignor Andrea Fiore.
- Madonna delle Grazie.
- Madonna dell'Olmo - la frazione più popolosa.
- Passatore
- Roata Canale
- Roata Rossi - piccola frazione tra Madonna dell'Olmo, San Benigno e Passatore; è percorsa dalla linea ferroviaria Savigliano-Saluzzo-Cuneo, anche se la stazione è dismessa dal 2003.
- Ronchi - ivi si trova l'area fieristica.
- San Benigno - piccola frazione di campagna tra Roata Rossi e Ronchi sulla sponda destra del Grana - Mellea; il suo santo patrono è San Bartolomeo.
- San Pietro del Gallo - piccola frazione, posta all'estremo ovest della superficie comunale. Vi si trova la Chiesa di San Pietro del Gallo.
- San Rocco Castagnaretta - frazione un tempo sostanzialmente agricola, ancora oggi famosa per le carote coltivate nei campi circostanti. Ogni anno, a settembre, è sede di una ricca Mostra Ortofrutticola nell'ambito della "Sagra di San Sereno", patrono di fruttivendoli e ortolani. Nella frazione sono ancora presenti 3 borgate: Borgata Sottana, Borgata Lunga e Borgata Soprana. Il vecchio campanile e la chiesa nuova sorgono sul piazzale Don Marro. C'è una scuola materna intitolata ai coniugi Autretti, la scuola elementare e quella media. Al piano terra della scuola c'è un centro anziani. In Corso Francia c'è un vecchio casale denominato Cascina Vecchia e nei campi intorno alla frazione sorgono altre cascine. Ci sono vari campi gioco e nell'area ecologica ha sede il Palazzo dello Sport PalaBreBanca dove giocava la squadra di pallavolo Piemonte Volley. Nella caserma "Ignazio Vian" ha sede il 2º Reggimento alpini dell'Esercito Italiano.
- Spinetta - frazione popolosa, è il luogo dove a settembre si festeggia la sagra di San Foca, protettore dei campi agricoli. Un tempo questa grande frazione era l'unica ad avere una chiesa sorta verso il 1380, oggi ristrutturata e molto attrezzata. Vi sono poi una scuola materna ed una elementare in via Roata Canale e via Gauteri. Spinetta è inoltre il paese natale del famoso matematico Giuseppe Peano, a cui sono dedicati una via ed un monumento a Cuneo.
- Tetti Pesio

## Infrastrutture e trasporti

### Strade

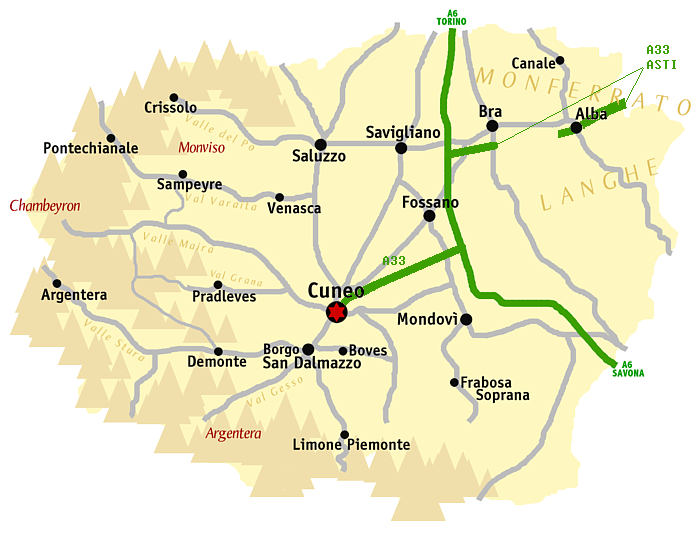
Rete stradale provinciale

L'Autostrada A33 - Cuneo-Asti collega la città con l'area fieristica di Cuneo e l'Autostrada A6 - Torino-Savona; sono presenti 2 uscite all'interno del territorio comunale, denominate Cuneo Centro e Cuneo Est.
Ulteriori arterie stradali significative sono la cosiddetta Variante Est-Ovest (in realtà si sviluppa in senso Nord-Ovest / Sud-Est) e la strada denominata "bovesana" che sorge sul sedime della dismessa linea ferroviaria Cuneo-Boves.

### Ferrovie
La stazione di Cuneo è la principale stazione cittadina; è servita da treni regionali, lungo la linea Fossano-Cuneo-Limone-Ventimiglia, svolti da Trenitalia, e la  Ferrovia Savigliano-Saluzzo-Cuneo svolti da Arenaways
nell'ambito del contratto di servizio stipulato con la Regione Piemonte; fino al 1960 l'originario tracciato di tale linea rimase attivo quale ferrovia Cuneo-Boves-Borgo San Dalmazzo.
Ulteriori impianti cittadini erano la stazione di Cuneo Gesso, fino al 1937 unica stazione cittadina, chiusa al traffico nel 2012, a seguito della chiusura temporanea della linea Cuneo-Mondovì; la fermata di Roata Rossi, lungo la linea Savigliano-Saluzzo-Cuneo, soppressa nel 2003; la stazione di San Benigno di Cuneo, lungo la linea per Fossano.

### Tranvie
Dal 1877 Cuneo fu servita da un'estesa rete di tranvie a vapore, interurbane, chiuse entro il 1948:
- Cuneo-Borgo San Dalmazzo (1877-1948, prolungata nel 1914 a Demonte);
- Cuneo-Dronero (1879-1948);
- Cuneo-Saluzzo (1880-1948);
- Cuneo-Boves (1903-1935).

### Aeroporti
La città è servita dall'Aeroporto Internazionale di Cuneo-Levaldigi, attualmente denominato "delle Langhe e delle Alpi del Mare", raggiungibile tramite la SS20.

### Mobilità urbana
Il trasporto urbano e suburbano è assicurato grazie alla Conurbazione di Cuneo, gestita dal Consorzio Trasporti GrandaBus.
Cuneo è dotata di un ascensore inclinato panoramico che collega la parte bassa della città (Porta Mondovì) con la zona centrale (Corso Giuseppe Garibaldi) con un percorso completamente immerso nel verde. Inaugurato nel 2009, ha una capienza di circa 25 persone.
Tra il 1908 e il 1968 Cuneo fu servita da una rete filoviaria.

### Ospedali
A Cuneo si trovano due presidi ospedalieri, l'ospedale A.Carle, inaugurato nel 1936, e l'ospedale S.Croce, costruito tra il 1954 e il 1960.

## Amministrazione

Gonfalone civico

### Gemellaggi
Cuneo è gemellata con le seguenti città:
- Nizza, 1964
- Fürstenberg/Havel, 1974
- Richard Toll, 1986
- Santa Fé de la Vera Cruz, 1991

Gemellaggio non istituzionale:
- Contrada della Selva, Siena, 1959[101]

## Sport

### Calcio
La squadra cittadina più importante è stata l’Associazione Calcio Cuneo 1905 (fondata nel 1905 e fino al 2019 più importante sodalizio sportivo cittadino). Per oltre cent’anni di storia ha partecipato ai campionati nazionali, per lo più di Serie C e Serie D, fino al recente fallimento del 2019. Attualmente la società più in alto di categoria è l'AC Cuneo 1905 Olmo (militante in Eccellenza). La società precedente, dopo alcune traversie, e’ fallita nel 2019 e, dopo aver rilevato il titolo sportivo all’asta, l’attuale società ne ha raccolto il testimone e la storia sportiva.   
Dagli anni 60, con la fusione tra la Beppino Nasetta e la Saetta, nasce il gruppo sportivo Saetta, guidato da Giovanni Cascioli, Pietro Carosso e Giulio Michelotti, che fino agli anni 2010 militerà nel C.S.I. locale e in terza categoria e seconda con diverse squadre: dai pulcini agli over 40.   
Ulteriori compagini calcistiche, con sede nel comune sono l'Auxilium Cuneo, il San Benigno, l'Olmense, San Tarcisio, la Madonna delle Grazie, l'Olmo e il New Ronchi 2012, tutte accomunate dalla stabile militanza nelle divisioni dilettantistiche, a carattere locale o regionale.
Nel 2019 è poi sorta la Scuola calcio Cuneo Oltrestura (primamente chiamata SB2RG), che raggruppa in unica squadra le frazioni cuneesi di San Benigno, San Pietro del Gallo, Roata Rossi e Passatore. 
Lievemente più prestigiosa (almeno come livelli di categoria) risulta essere la storia del calcio femminile cittadino. La maggior squadra del settore è stata la Cuneo Calcio Femminile: fondata nel 1985, ha disputato 2 volte il campionato di Serie A, per poi cedere il proprio titolo sportivo alla Juventus Women di Torino nel 2017. 

## Ciclismo
Giro d'Italia
Cuneo ha più volte ospitato l'arrivo di una tappa del Giro d'Italia tra il 1914 e il 2010.
- 1914 1ª tappa Milano-Cuneo, vinta da Angelo Gremo
- 1931 10ª tappa Genova-Cuneo, vinta da Luigi Giacobbe
- 1935 17ª tappa Genova-Cuneo, vinta da Giuseppe Olmo
- 1949 16ª tappa Sanremo-Cuneo, vinta da Oreste Conte
- 1952 17ª tappa Sanremo-Cuneo, vinta da Nino Defilippis
- 1964 19ª tappa Alessandria-Cuneo, vinta da Cees Lute
- 1982 20ª tappa Vigevano-Cuneo, vinta da Francesco Moser
- 1990 10ª tappa Grinzane Cavour-Cuneo (cron. individuale), vinta da Luca Gelfi
- 1997 13ª tappa Varazze-Cuneo, vinta da Glenn Magnusson
- 1998 1ª tappa Nizza-Cuneo, vinta da Mariano Piccoli
- 2010 4ª tappa Savigliano-Cuneo (cron. a squadre), vinta da Liquigas-Doimo
- 2022 13ª tappa Sanremo-Cuneo, vinta da Arnaud Démare

Cuneo è inoltre legata alla storia del Giro come luogo di partenza della frazione Cuneo-Pinerolo, 17ª tappa del Giro d'Italia 1949, in cui Fausto Coppi conquistò la maglia rosa dopo aver scalato in solitaria il Colle della Maddalena, il Vars, il Izoard, il Monginevro e il Sestriere, giungendo a Pinerolo con 11'52" su Gino Bartali. In memoria di quell'impresa il Giro ha poi ripetutamente inserito nel suo percorso il segmento tra Cuneo e Pinerolo (da ultimo nel 2019).
Tour de France
Anche il Tour de France ha avuto la città di Cuneo quale sede di tappa: nella 16ª tappa dell'edizione del 2008, la corsa partì dal comune piemontese per tornare in Francia, con arrivo a Jausiers e vittoria del francese Cyril Dessel. Il giorno precedente la corsa a tappe francese aveva effettuato, nel capoluogo della Granda, il 1º giorno di riposo in Italia nella storia della Grande Boucle.

### Pallavolo

Il Cuneo Volley Ball Club festeggia la vittoria della Coppa Italia 1998-99

La società di riferimento della pallavolo maschile cittadina è stata a lungo il Piemonte Volley: nata nel 1958 come Cuneo Volley Ball Club e poi attiva fino al 2014, vanta quale maggior risultato la vittoria di 1 scudetto di massima serie. Scioltosi tale sodalizio, nel 2015 la tradizione è stata rilevata dalla neocostituita società Cuneo Volley, che è ripartita dalla Serie B, militante attualmente in Superlega.
In ambito femminile, la squadra cittadina è la Cuneo Granda Volley, ora in Serie A1.
Impianto di riferimento del volley cuneese, nonché maggior struttura sportiva della città, è il palasport di San Rocco Castagnaretta, campo indoor le cui tribune possono accogliere 4 700 spettatori.

### Pallacanestro
Il club cittadino Granda College Cuneo disputa gli incontri interni nella palestra comunale di Borgo San Giuseppe: la sua storia si è integralmente dipanata dalla Serie C regionale, a calare.

### Rugby
Nel rugby è attivo il Cuneo Pedona Rugby, militante nella serie C; gioca sul campo comunale di Madonna dell'Olmo.

### Pallapugno
Tra gli sport più peculiari e rappresentativi del panorama agonistico cuneese, la pallapugno è rappresentata dalla società Pallonistica Subalcuneo, militante stabilmente nel maggior campionato nazionale (la Serie A), che ha vinto 12 volte, unitamente a 6 edizioni della Coppe Italia.
Suo campo interno è lo sferisterio comunale Francesco Capello, struttura scoperta, dotata di tribune per 1.290 posti.

### Atletica leggera
Infrastruttura cardine della pratica di tale sport è il campo sportivo Walter Merlo, arena attrezzata di pista regolamentare in tartan da 6 corsie, nonché di tutti gli ausili atti alla pratica onnicomprensiva delle discipline atletiche. Le tribune scoperte hanno 400 posti.